# Port lotniczy Santa Marta-Simón Bolívar
Port lotniczy Santa Marta-Simón Bolívar (IATA: SMR, ICAO: SKSM) – port lotniczy położony w Santa Marta, w departamencie Magdalena, w Kolumbii.